# Conchocele bisecta
Conchocele bisecta är en musselart som först beskrevs av Conrad 1849.  Conchocele bisecta ingår i släktet Conchocele och familjen Thyasiridae. Inga underarter finns listade i Catalogue of Life.